# ژرژ سورا
ژرژ-پیر سورا (به فرانسوی: Georges-Pierre Seurat) (زاده ۲ دسامبر ۱۸۵۹ - درگذشته ۲۹ مارس ۱۸۹۱) یک نقاش فرانسوی و بنیان‌گذار نودریافتگری بود. اثر بزرگ وی به نام بعد از ظهر یکشنبه در جزیره گراند ژات یکی از تصاویر مطرح سده نوزدهم نقاشی است.

## زندگی هنری
سورا در پاریس از پدر و مادری فرانسوی زاده شد. در مدرسهٔ هنرهای زیبای پاریس با پیروی از سنت انگر به فراگیری نقاشی پرداخت. از نقاشانی چون دولاکروا، پووی و منظره‌نگاران باربیزون تأثیر پذیرفت. در ۱۸۸۳ ضمن آگاهی از دریافتگری (امپرسیونیسم)، به پرورش علمی رنگ و ترکیب بندی با عنوان ساختار و ارتباط روی آورد. در ۱۸۸۸ نمایشگاه انفرادی خود را در پاریس بر پا کرد؛ در ۱۸۹۲ نمایشگاه‌های یادمانی او در برکسل و پاریس تشکیل شدند. نمایشگاه عمدهٔ مرور آثار وی در ۱۹۰۵در پاریس تشکیل گردید. آراء و اندیشه‌های او دربارهٔ نقاشی در کتاب از دولاکروا تا نئوامپرسیونیسم نوشتهٔ پل سینیاک در ۱۸۹۹ در پاریس انتشار یافت. سورا بنیان‌گذار نو دریافتگری، و یکی از هنرمندان کاوشگر و نوآور اواخر سده نوزدهم بود.

## بنیان‌گذاری نودریافتگری

بعد از ظهر یکشنبه در جزیره گراند ژات (۱۸۸۴–۱۸۸۶ میلادی)

سورا از طریق دوستش پل سینیاک با  امپرسیونیسم آشنا شد و ضمن استفاده از روش نقاشی امپرسیونیستی در آغاز کار، به مطالعهٔ نظریهٔ علمی دید رنگی پرداخت؛ زیرا ذهن او شکل گرفته از سنت کلاسیک بود و نقاشی‌هایش آن نوع تفحص تدارکاتی و کار صبورانه را می‌طلبید که از ضرورت‌های نقاشی تاریخی بود. مطالعهٔ نظری رنگ‌ها این اندیشه را در ذهن او جای داد که با نقطه چینی منظم رنگ مایه‌های خالص، به بهترین نحو می‌توان به دقت و شفافیت دست یافت. امیدوار بود که رنگها بدین ترتیب در چشم (یا به عبارتی در مغز) نگرنده با یکدیگر ممزوج شوند، بی‌آنکه از قوتشان کاسته شود؛ ولی این تکنیک گزافه‌آمیز، که با نام  نقطه‌چینی شناخته شد، باعث گردید که بر اثر نامشخص شدن خط و مرزها و ترکیب شکل‌ها از نقطه چین‌های چند رنگ، خوانایی تصاویر مخدوش شود؛ بنابراین سورا بر آن شد که پیچیدگی تکنیک نقاشی خود را با ساده‌سازی فرم‌ها جبران کند. تأکید سورا بر خطوط عمودی و افقی وی را از بازنمایی امانتدارانهٔ نمودهای طبیعی جدا کرد و به کاوش طرح‌های بدیع و پر حالت متمایل کرد.

### حد کمال اثر هنری
بعد از ظهر یکشنبه در جزیره گراند ژات، مردم از طبقهٔ‌های متفاوت جامعه را در یک پارک نشان می‌دهد. دو سال از سورا وقت گرفته شد، تا این نقاشی با عرض ده پا را تکمیل کند. او بیشتر از آن در پارک وقت صرف کرد تا طرح اولیه برای این کار آماده کند (در حدود شصت مطالعه وجود دارد). این اثر اکنون در مجموعهٔ دائمی مؤسسهٔ هنر شیکاگو در معرض نمایش است.

### پوینتیلیسم یا دیویزیونیسم
در تکنیکی که سورا تکامل بخشید وقتی تجزیهٔ رنگ‌ها به مؤلفه‌های تشکیل دهندهٔ آن‌ها مد نظر باشد  تفکیک‌گری نامیده می‌شود؛ و هنگامی که به شیوهٔ کاربرد رنگ‌ها روی بوم توجه گردد پوینتیلیسم خوانده می‌شود.

## نگارخانه

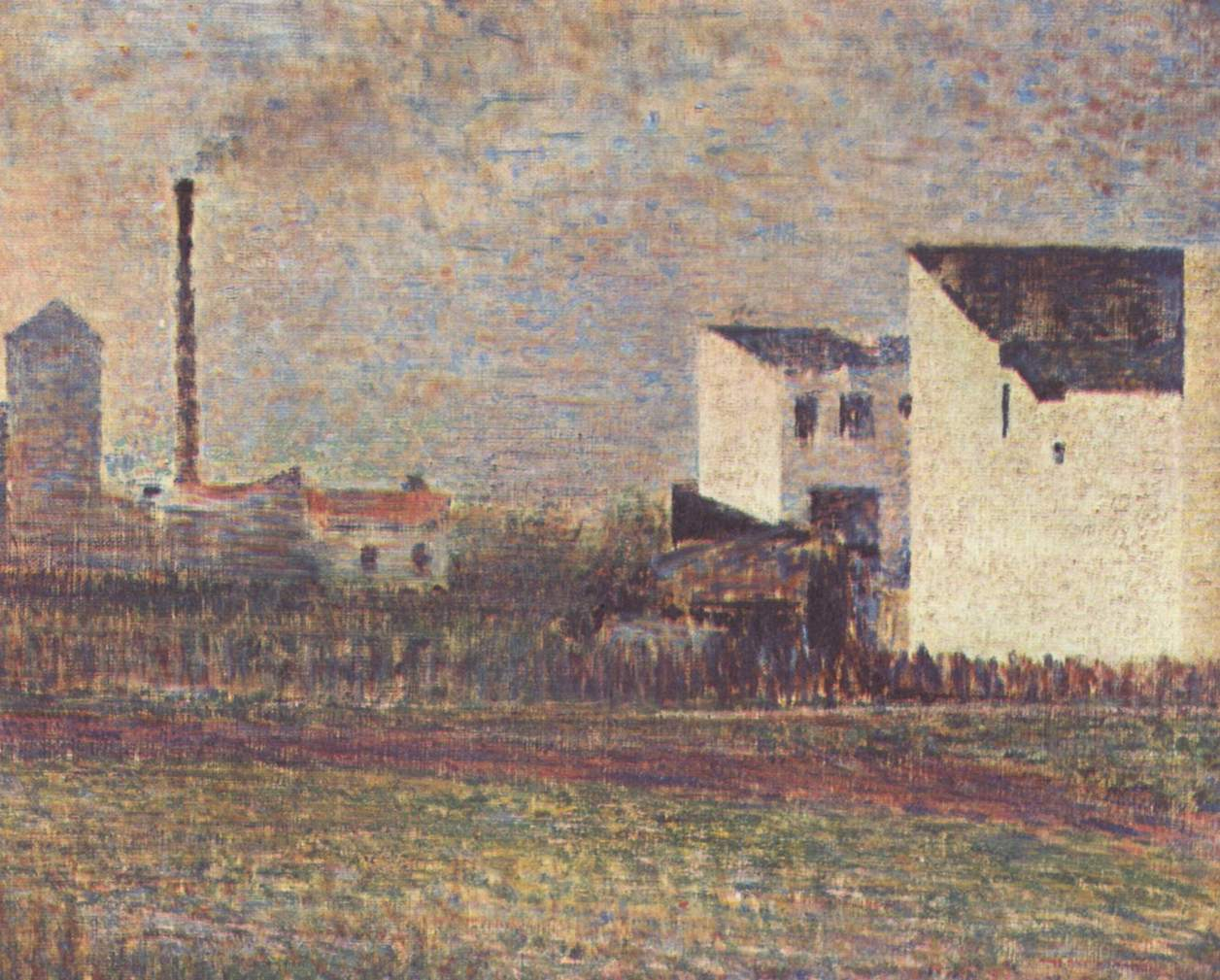
The Suburbs, 1882–1883, Museum of Modern Art, Troyes
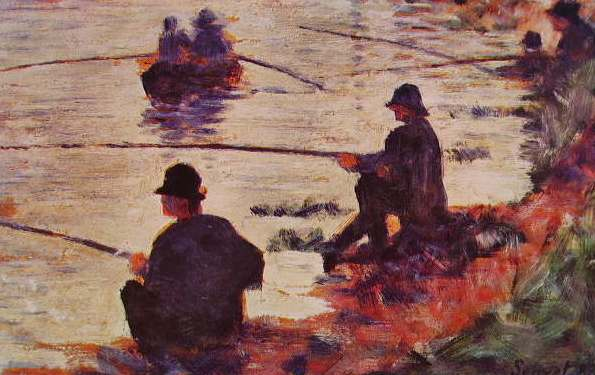
ماهیگیری در رود سن، ۱۸۸۳، موزه هنر مدرن، تروا (فرانسه)
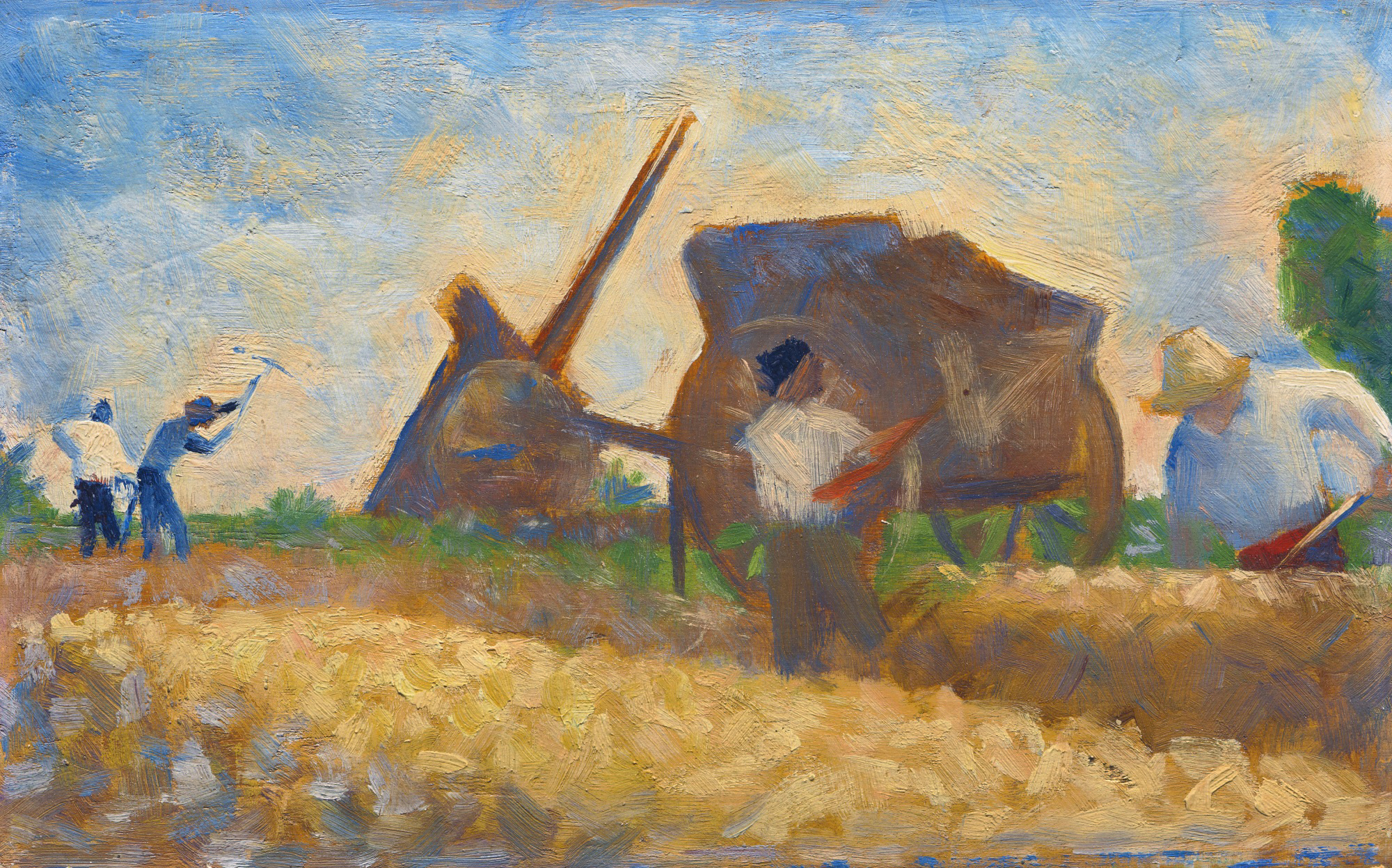
کارگران، ۱۸۸۳، نگارخانه ملی هنر آمریکا واشینگتن (ایالت)
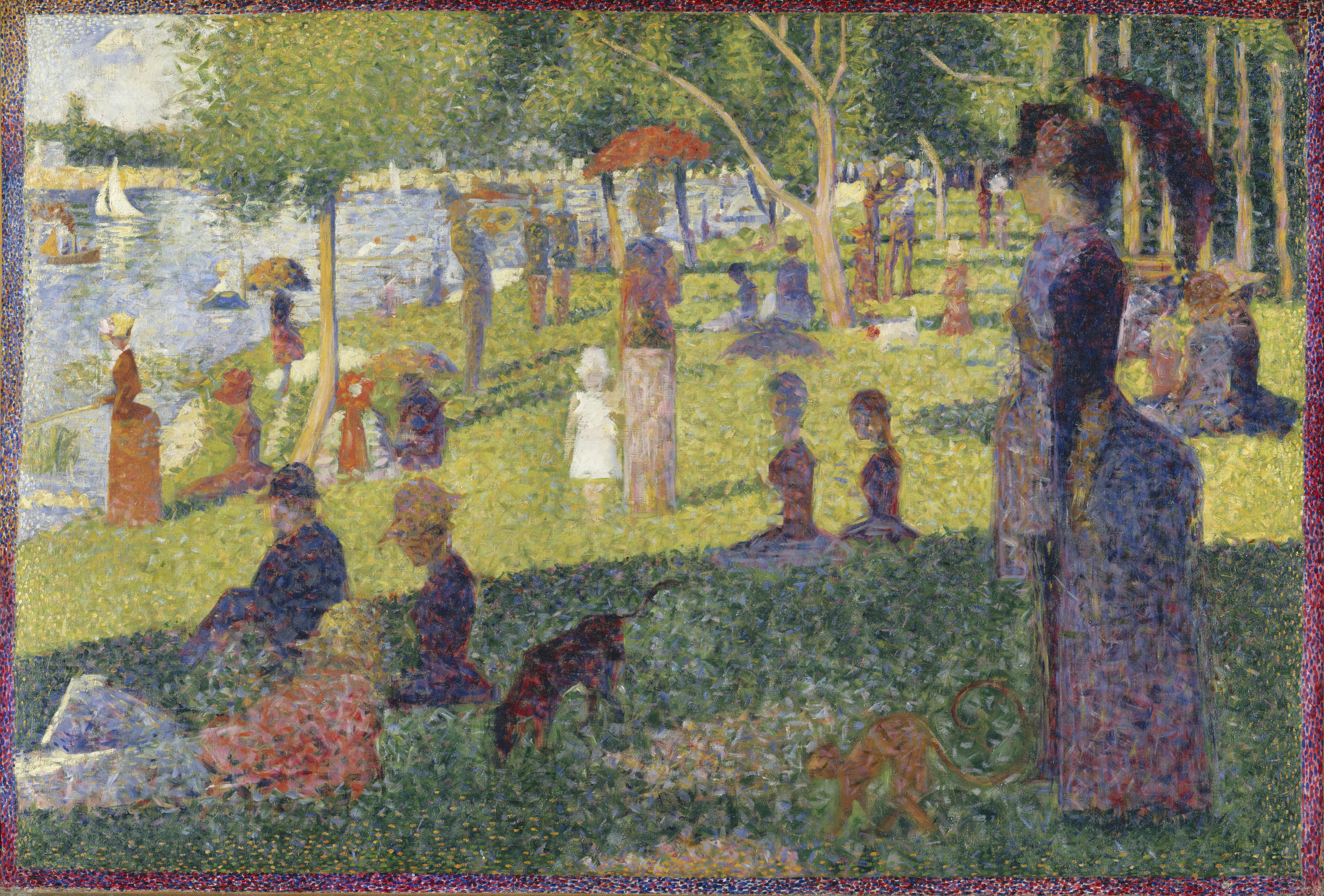
مطالعهٔ بعد از ظهر یکشنبه در جزیره گراند ژات، ۱۸۸۴–۱۸۸۵، موزه متروپولیتن نیویورک
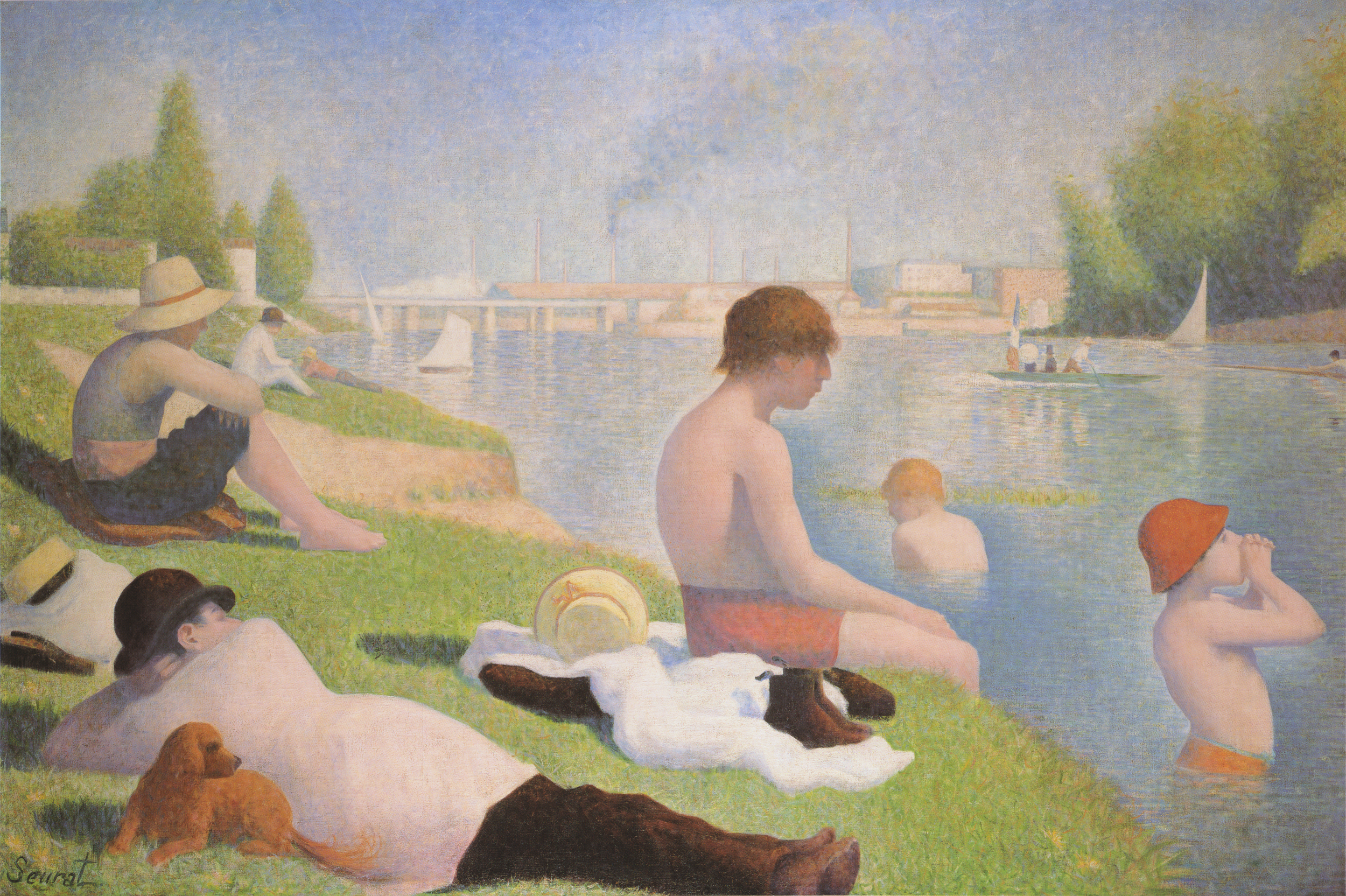
Bathers at Asnières, 1884, نگارخانه ملی لندن،  لندن
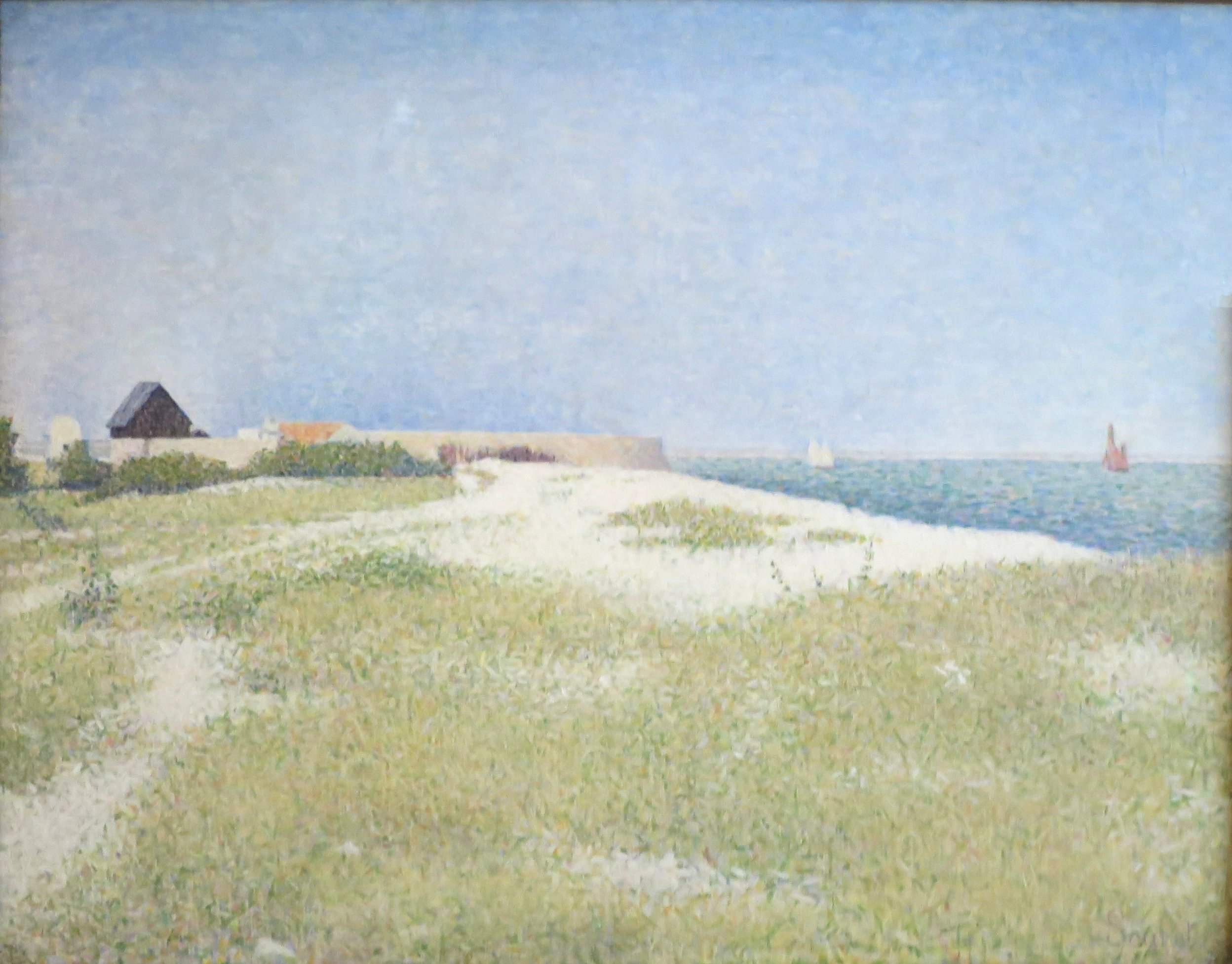
View of Fort Samson 1885, موزه ارمیتاژ،  سن پترزبورگ
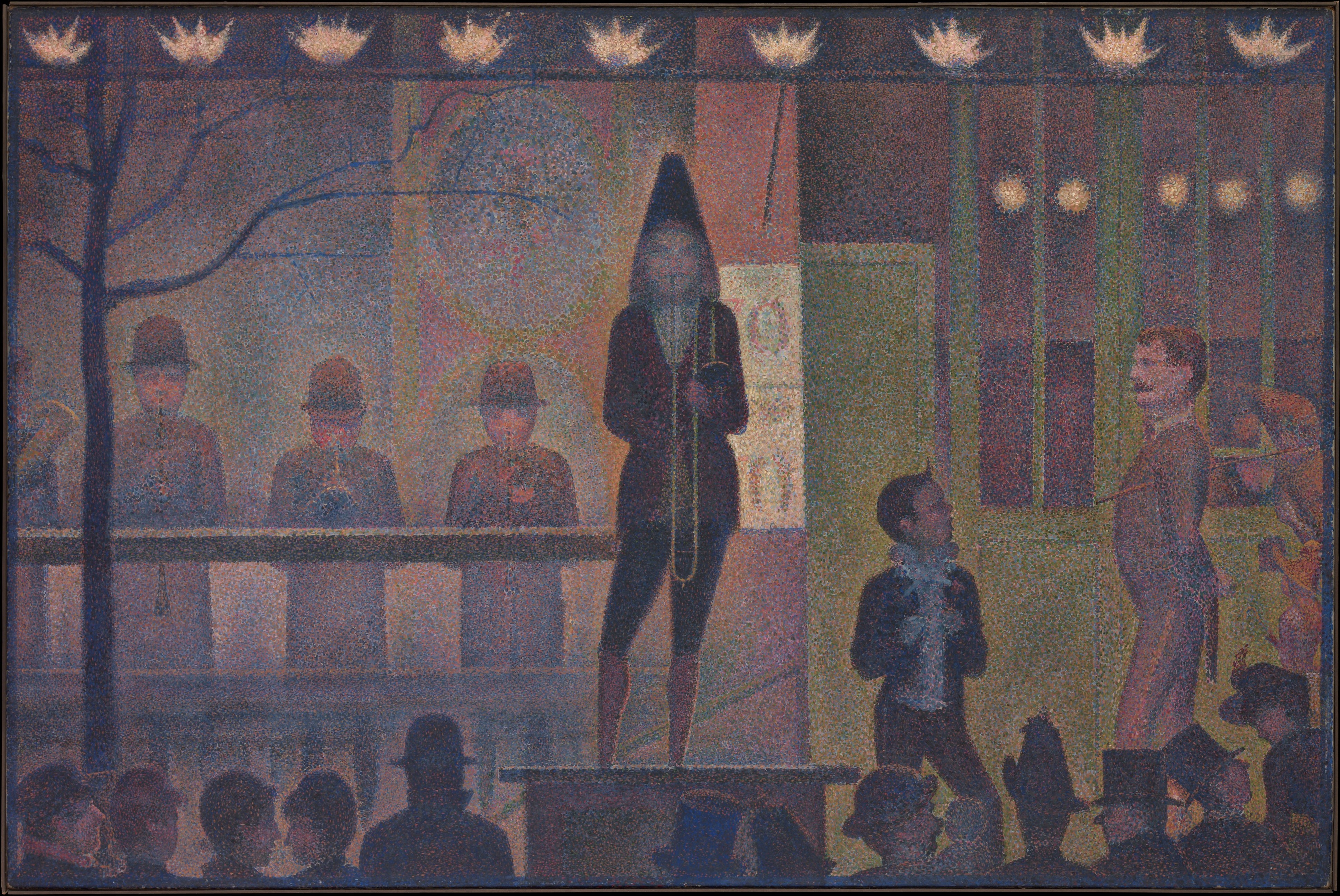
Circus Sideshow (or Parade de Cirque), 1887–88, موزه متروپولیتن نیویورک،  [[نیویورک (شهر)|]]
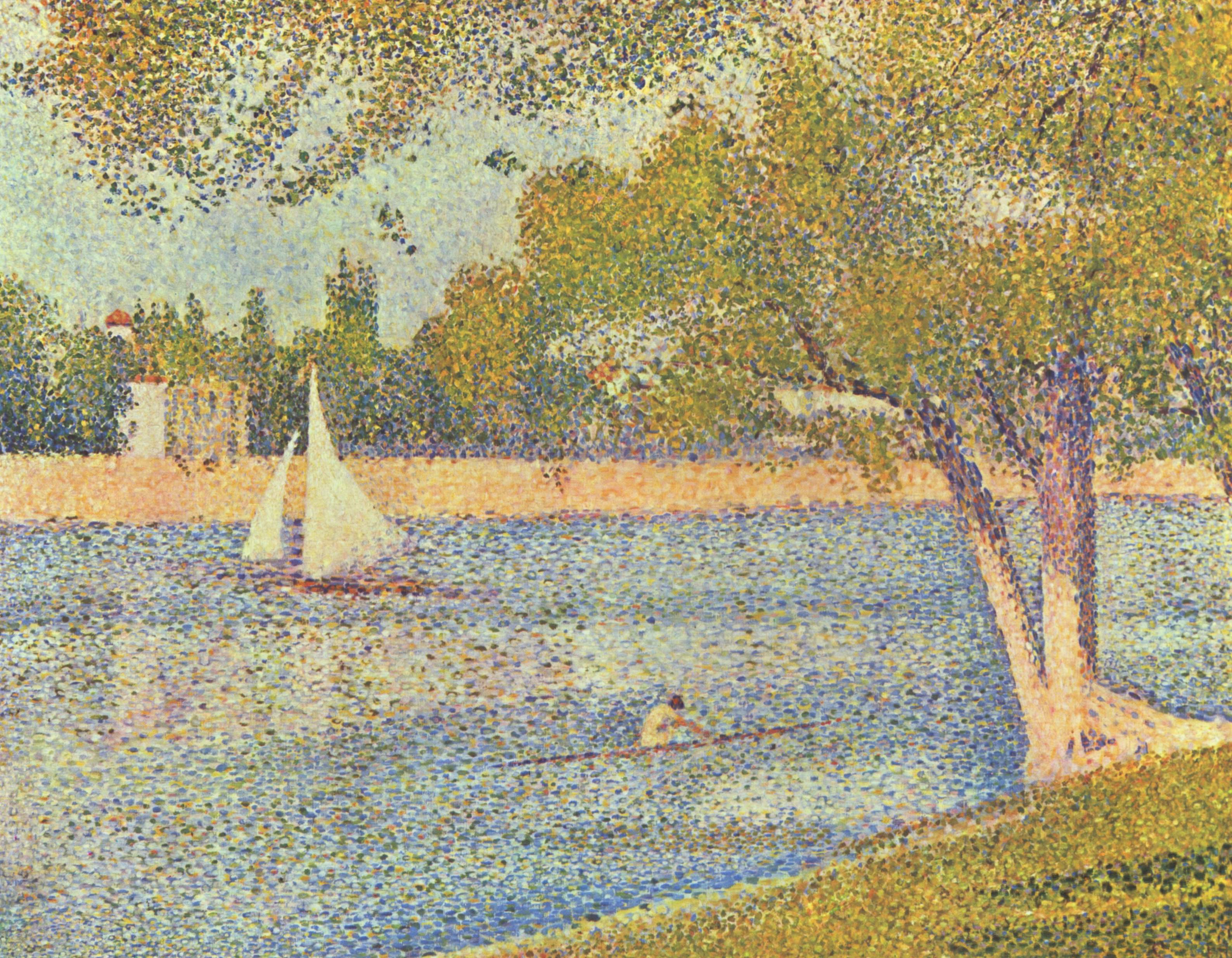
The Seine and la Grande Jatte - Springtime 1888, Royal Museums of Fine Arts of Belgium
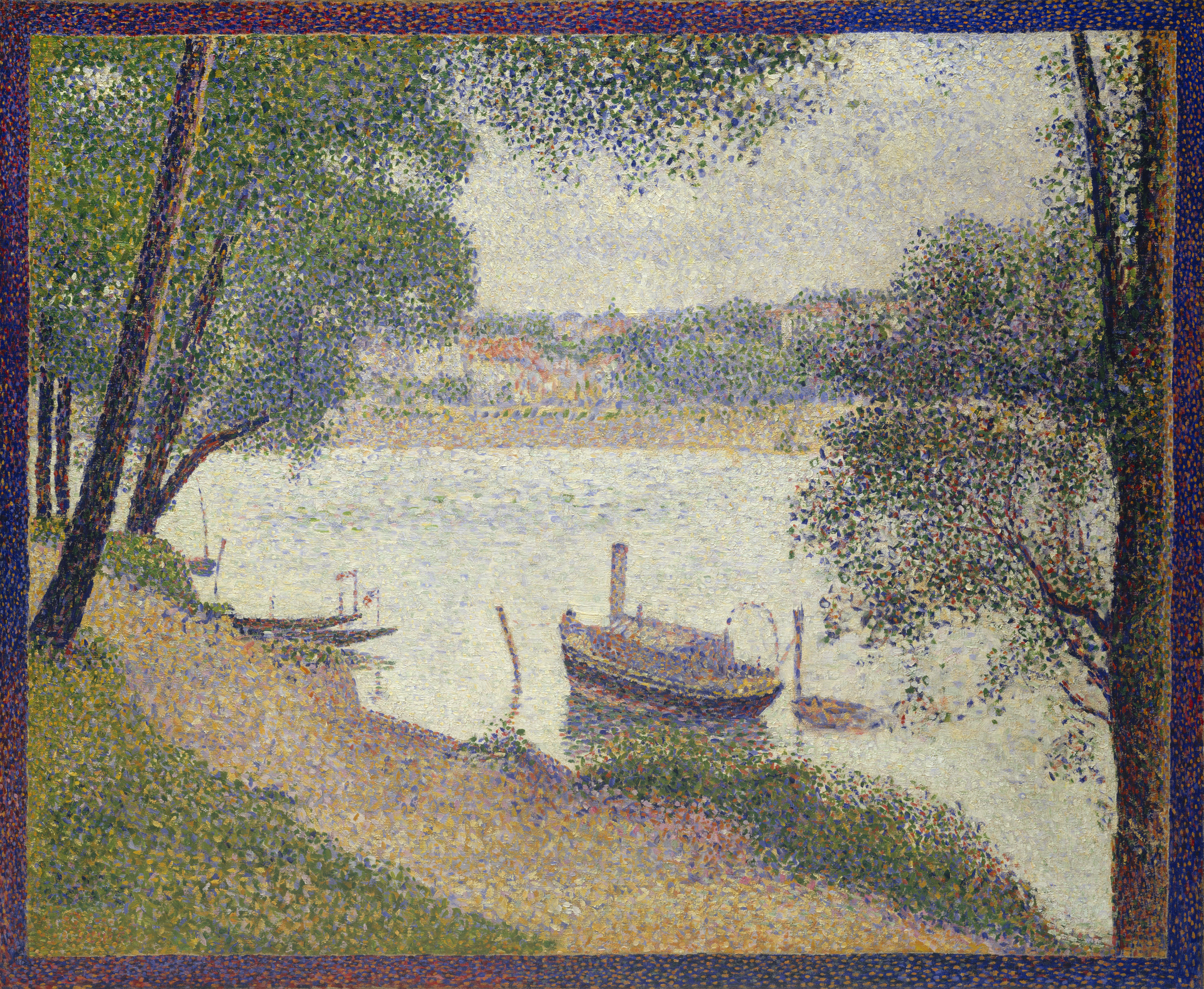
Gray weather, Grande Jatte, 1888, موزه هنر شهر فیلادلفیا
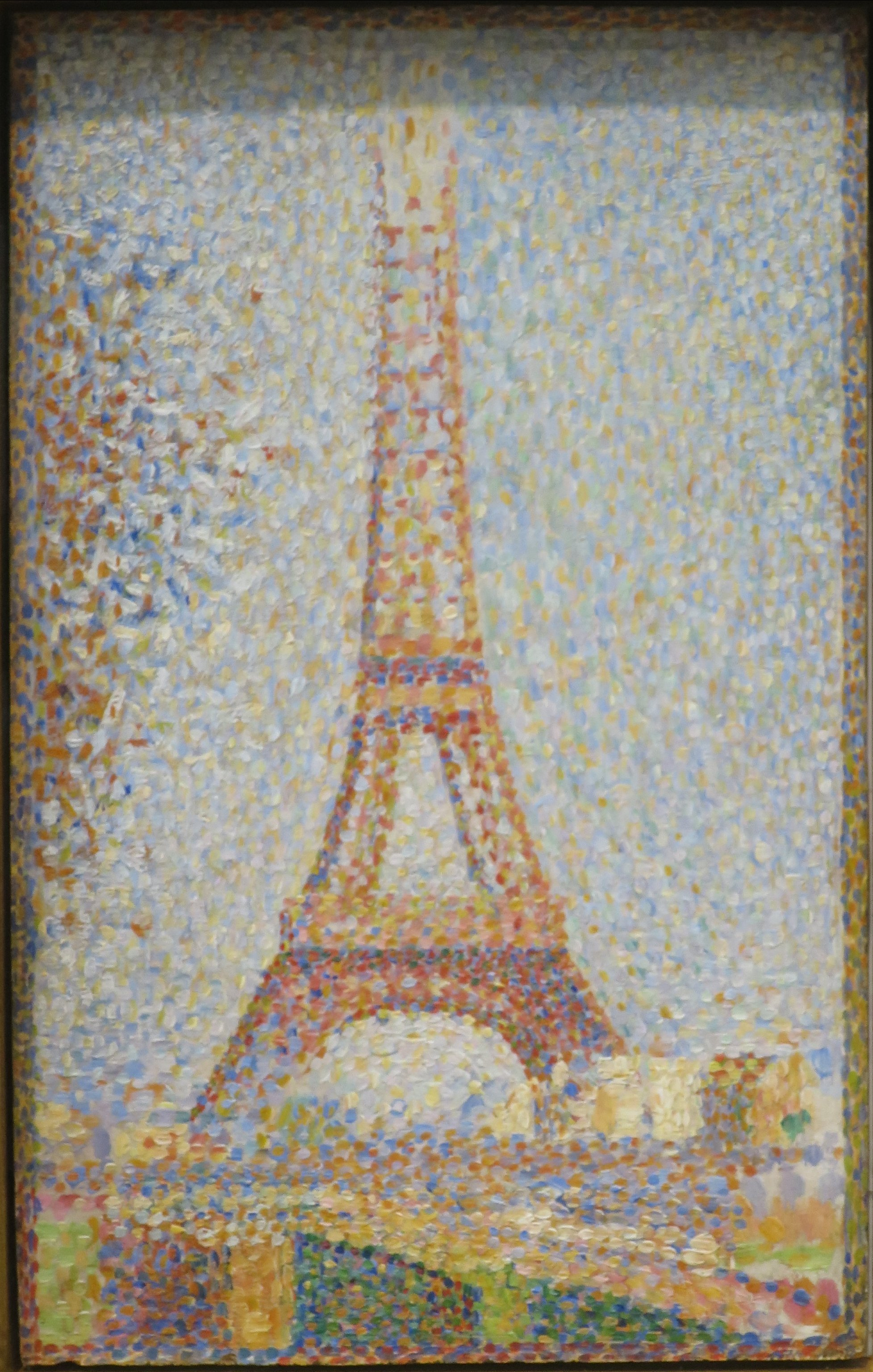
برج ایفل 1889, California Palace of the Legion of Honor, سان‌فرانسیسکو
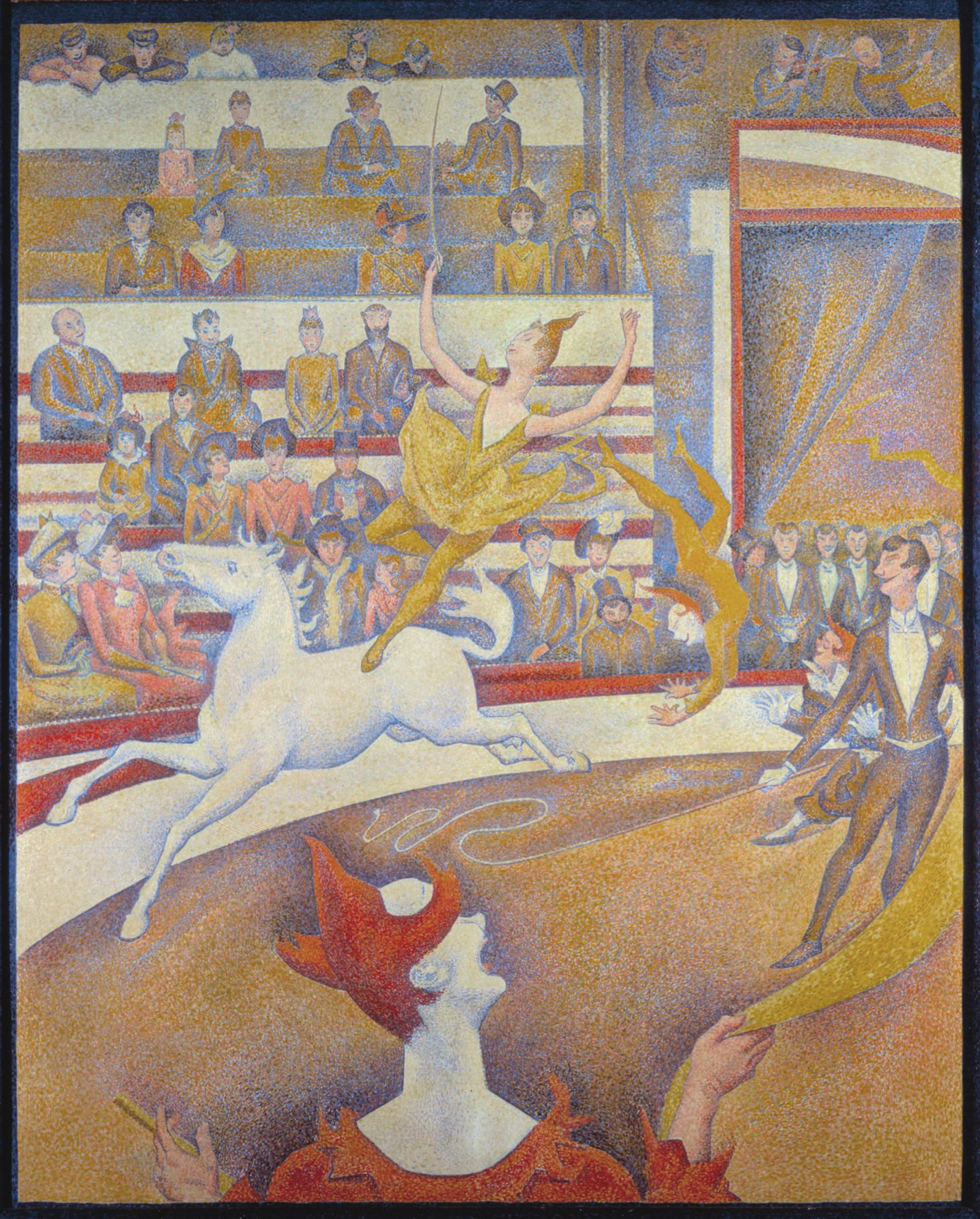
سیرک، ۱۸۹۱، موزه اورسی پاریس
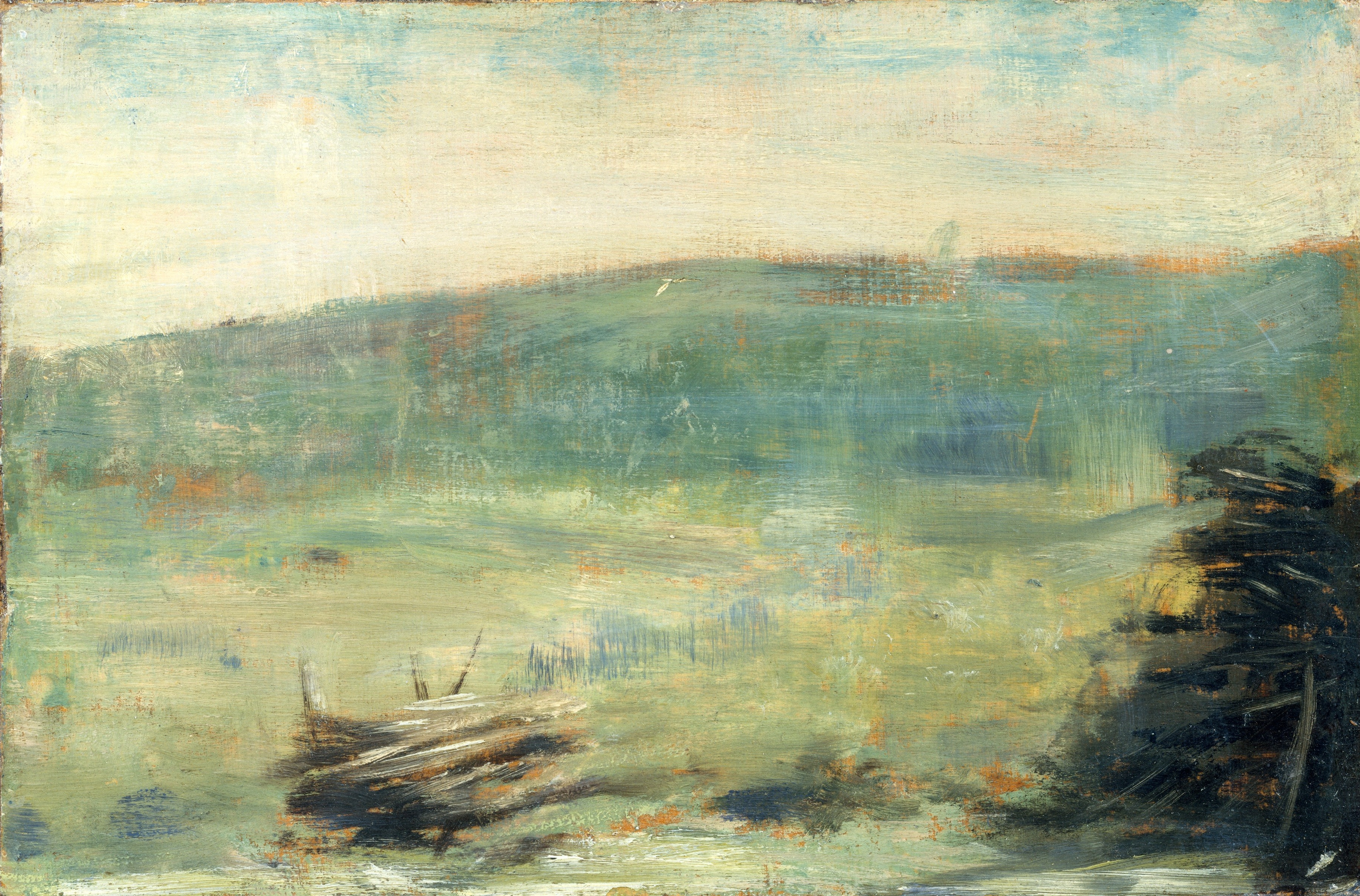
Seurat, 1879–80, Landscape at Saint-Ouen, oil on panel